# Унтерајт
Унтерајт (њем. Unterreit) општина је у њемачкој савезној држави Баварска. Једно је од 31 општинског средишта округа Милдорф ам Ин. Према процјени из 2010. у општини је живјело 1.737 становника. Посједује регионалну шифру (AGS) 9183147.

## Географски и демографски подаци
Унтерајт се налази у савезној држави Баварска у округу Милдорф ам Ин. Општина се налази на надморској висини од 478–560 метара. Површина општине износи 32,2 km². У самом мјесту је, према процјени из 2010. године, живјело 1.737 становника. Просјечна густина становништва износи 54 становника/km².